# Agata Bronisz
Agata Bronisz – polska lekarz specjalista chorób wewnętrznych, endokrynologii i diabetologii. Profesor Uniwersytetu Opolskiego.

## Życiorys
Jest absolwentką kierunku lekarskiego Akademii Medycznej we Wrocławiu (1987). W roku 1996 uzyskała stopień doktora nauk medycznych w zakresie medycyny. W roku 2013 habilitowała się na podstawie rozprawy habilitacyjnej pt. „Ocena zaburzeń gospodarki węglowodanowej ze szczególnym uwzględnieniem hiperglikemii stresowej i jej wpływu na nasilenie reakcji zapalnej u pacjentów z pierwszym zawałem serca z uniesieniem odcinka ST”. 
Od października 2020 roku w Uniwersyteckim Szpitalu Klinicznym w Opolu pełni funkcję kierownika Pododdziału Endokrynologii, Diabetologii i Chorób Wewnętrznych Oddziału Chorób Wewnętrznych.
Agata Bronisz jest członkiem Polskiego Towarzystwa Diabetologicznego.